# Pialea antiqua
Pialea antiqua är en tvåvingeart som beskrevs av Evert I. Schlinger 1956. Pialea antiqua ingår i släktet Pialea och familjen kulflugor. Inga underarter finns listade i Catalogue of Life.